# Alexandru Mateiu
Alexandru Mateiu (Brașov, 10 dicembre 1989) è un calciatore rumeno, centrocampista del Petrolul Ploiești.

## Carriera

### Club
Ha giocato nella massima serie rumena con il Brașov.

### Nazionale
Nel febbraio 2013, riceve la prima convocazione nella nazionale rumena da parte del commissario tecnico Victor Pițurcă. Debutta ufficialmente il 2 febbraio nell'ampia sconfitta per 4-1 contro la Polonia.
La seconda e ultima presenza in nazionale, invece, arriva il 31 maggio 2014 nell'amichevole Albania-Romania (0-1).

## Palmarès

### Club

#### Competizioni nazionali
- Coppa di Romania: 2

U Craiova: 2017-2018, 2020-2021
- Liga II: 1

Brașov: 2007-2008